# Зеленіно (Костромська область)
Зеленіно (рос. Зеленино) — присілок в Кологривському районі Костромської області Російської Федерації.
Населення становить 3 особи. Входить до складу муніципального утворення Ілєшевське сільське поселення.

## Історія
У 1936-1944 року населений пункт перебував у складі Горьковської області. Від 1944 належить до Костромської області.
Від 2007 року входить до складу муніципального утворення Ілєшевське сільське поселення.

## Населення
| 2008 | 2010 | 2014 |
| ---- | ---- | ---- |
| 0    | →0   | ↗3   |